# Bent Out of Shape
Bent Out Of Shape è il settimo disco in studio della band Rainbow, pubblicato nel 1983. Dopo questo album Ritchie Blackmore e Roger Glover tornarono nei Deep Purple, e il gruppo fu temporaneamente abbandonato.

## Tracce
1. Stranded – 4:29 (Ritchie Blackmore, Joe Lynn Turner)
2. Can't Let You Go – 4:24 (Ritchie Blackmore, Joe Lynn Turner, David Rosenthal)
3. Fool for the Night – 4:04 (Ritchie Blackmore, Joe Lynn Turner)
4. Fire Dance – 4:30 (Ritchie Blackmore, Joe Lynn Turner, Roger Glover, David Rosenthal)
5. Anybody There – 2:44 (Ritchie Blackmore)
6. Desperate Heart – 4:37 (Ritchie Blackmore, Joe Lynn Turner)
7. Street Of Dreams – 4:28 (Ritchie Blackmore, Joe Lynn Turner)
8. Drinking with the Devil – 3:44 (Ritchie Blackmore, Joe Lynn Turner)
9. Snowman – 4:33 (Howard Blake, arr. Ritchie Blackmore)
10. Make Your Move – 5:25 (Ritchie Blackmore, Joe Lynn Turner)

## Formazione
- Joe Lynn Turner - voce
- Ritchie Blackmore - chitarra
- Roger Glover - basso
- Chuck Burgi - batteria
- David Rosenthal - tastiere